# 新四民论
新四民论，是明朝哲学家王阳明关于中国古代社会职业分工的论述。王阳明对此提出了与传统儒家认识的不同见解，在当时有思想革新的意义，也有近现代社会学的意义。其后产生了重视工商的思潮，衍生出黄宗羲“工商皆本”的理念。这与当时中国江南一带生产力发展、产生资本主义萌芽的社会经济实景相呼应。

## 论点
“士农工商”谓之“四民”之说，始于管仲。后被后世儒家理论化，并产生社会阶层观，认为在社会地位中，士农工商四民依次递减。
王阳明认为，士农工商只是社会分工（王阳明关于社会“分”的思想）不同，而他们的生存目的是相同的。王阳明从他的心学观点出发，认为士农工商四民只要所从事的职业有益于人生之道，四者就是平等的。并认为四民实质是“古者四民异业而同道，其尽心焉一也”。
王阳明把把儒家或中国社会传统观念中一直被视作“贱业”的工商放到与士、农相同的社会地位水平，观点在当时非常超前。王并认为工商业从业之人，“虽经日作买卖，不害其为圣为贤”，即虽然每天经营买卖，并不妨碍他们成为儒家观念中的“圣贤”。
王阳明的这种新说法，被称作“新四民论”。

## 背景
明朝中叶，中国江南一带生产力大发展，一些城市，如扬州、苏州、南京、杭州、宁波成为繁荣的商业城市，贸易远达海外，产生了亚洲最早期的资本主义萌芽，有很多人从事工商业、手工业、贸易业。王阳明认知这一社会发展的新趋势，虽为当世大儒、朝廷命官，仍为弃儒经商的小商人方氏亲自撰写墓表以示纪念，就是《节庵方公墓表》。王阳明在世时，很多学生并非传统意义上的儒生，而是来自各个职业，其中不乏手工业者和商人。王阳明在《节庵方公墓表》中阐述了“新四民论”：
| 古者四民异业而同道，其尽心焉，一也。士以修治，农以具养，工以利器，商以通货，各就其资之所近、力之所及者而业焉，以求尽其心。其归要在于有益于生人之道，则一而已。士农以其尽心于修治具养者，而利器通货犹其士与农也。工商以其尽心于利器通货者，而修治具养犹其工与商也。故曰：四民异业而同道。 |